# Ruta 23 (Bolivia)
La Ruta Nacional 23 (RN23 o F23) es una carretera boliviana con una longitud de 147 kilómetros y atraviesa la parte sur del departamento de Cochabamba de sureste a noroeste. 
La ruta comienza en el pueblo de Aiquile en la intersección con la Ruta 5 y atraviesa valles profundamente cortados entre la Cordillera Oriental y la Cordillera Central en dirección noroeste. La ruta 23 termina en Paracaya en la  Ruta 7. 
Este camino fue incluido en la  Red Vial Fundamental  con la Ley 1861 del 3 de julio de 1998.

## Ciudades

### Departamento de Cochabamba
- km 000: Aiquile
- km 043: Mizque
- km ...: Alalay
- km 138: Arani
- km 143: Punata
- km 147: Paracaya

## Enlaces web
- Wikimedia Commons alberga una categoría multimedia sobre Ruta 23.
- Rutas y longitudes - Administradora Boliviana de Carreteras (2006)
- Red vial de Bolivia -  mapa general (PDF 1,9 MB)

- Datos: Q1698440